# Nero (stripfiguur)
Nero is een Vlaams stripfiguur en hoofdpersonage in de stripreeks Nero, getekend door Marc Sleen. Hij is een enigszins gezette man van middelbare leeftijd die kaal is op twee karakteristieke sprieten op zijn hoofd na. Hij draagt verder een grote rode strik en heeft laurierblaadjes achter zijn oren net als de Romeinse keizer Nero naar wie hij vernoemd is.
Nero is een antiheld. Hij is een complexe figuur met veel goede kanten, maar evenzeer talrijke menselijke gebreken. Hij is soms dom, lui, naïef, egoïstisch en ijdel, maar toont zich in sommige situaties dan weer erg intelligent, goedhartig, actief en melancholisch. Hij is een van de bekendste Vlaamse stripfiguren en qua karakter vergelijkbaar met Lambik uit Suske en Wiske.

## Oorsprong
Toen Marc Sleen in 1947 in de krant De Nieuwe Gids een stripreeks begon speelde aanvankelijk Detective Van Zwam de hoofdrol en heette de serie daarom De avonturen van Detective Van Zwam. In het allereerste verhaal, Het Geheim van Matsuoka, maakte Nero zijn debuut. Van Zwam komt hem tegen als hij een zaak probeert op te lossen. Nero heet hier nog "Schoonpaard" (in de herdruk veranderd in "Heiremans", een verwijzing naar Jan Heiremans, een collega van Sleen op de redactie). Doordat hij heeft gedronken van het krankzinnig makende Matsuokabier denkt hij echter dat hij de Romeinse keizer Nero is. Eerst helpt hij de booswicht Matsuoka, maar aan het einde van het verhaal slaat Van Zwam hem neer en komt hij weer bij zijn positieven. Als Matsuoka vervolgens op de vlucht slaat vuurt Nero een kanonskogel op hem af en velt de bandiet. Van Zwam feliciteert Nero die echter benadrukt "Schoonpaard" te heten.
In de latere albums werd Schoonpaard een vast personage in De avonturen van Detective Van Zwam.  Toch noemde iedereen (inclusief hijzelf) hem altijd "Nero". Verschillende lezers van de Van Zwam-strip schreven Marc Sleen dat ze Nero een veel sympathieker personage vonden dan Van Zwam. Vanaf het negende album De Hoed van Geeraard de Duivel (1950) werd Nero dan ook de centrale figuur van de reeks. Eerst heetten de verhalen  De avonturen van Nero en zijn hoed en later definitief  De avonturen van Nero & Co. Van 1948 tot 1950 liepen Nero's avonturen zowel in De Nieuwe Gids als Het Nieuws van den Dag. Vanaf 1950 tot 1965 verschenen ze echter exclusief in Het Volk.
In 1965 stapte Sleen over van de krant Het Volk naar De Standaard. In de drie maanden tijdens zijn overgang mocht hij echter geen nieuw verhaal tekenen. Als tussenoplossing tekenden Willy Vandersteen en Karel Verschuere een eenmalig stripverhaal rond Nero. Onder het pseudoniem "Wirel" tekenden ze van 12 april tot 30 juni 1965 het verhaal: De Geschiedenis van Nero en Co. Ze knipten verschillende figuurtjes en prentjes uit oude Nero-verhalen en tekenden en schreven er zelf in de Suske en Wiske-stijl een verhaal rond. De strip liep in De Standaard, maar omdat Het Volk klaagde dat zijzelf eigenaar waren van de figuren dreigde ze de krant voor de rechter te dagen. Op 15 april 1965 werden hierom Sleens personages hertekend zodat ze minder herkenbaar werden en kreeg Nero een zwarte kap op zijn hoofd getekend. Zijn naam was bovendien veranderd in vier puntjes. Van 28 april tot 4 mei verscheen Nero's naam af en toe terug in de titel, maar het zou tot 4 mei duren voor de originele Sleenfiguren weer herkenbaar getekend werden. Op 30 april veranderde de titel van het verhaal in De geschiedenis van Sleenovia en eind juni kwam het verhaal ten einde.
Vanaf 1 juli 1965 tekende Sleen eindelijk opnieuw zelf Nero. Het Bobobeeldje werd zijn eerste verhaal in De Standaard, de krant waar Nero's verhalen nog tot 2002 zouden blijven verschijnen.

## Jeugd en familie
In strook 29 van De Zwarte Voeten (1951) beweert Nero dat zijn moeder een Brusselse is en zijn vader een Pool. Gezien hij dronken is het onzeker in hoeverre deze verklaring serieus te nemen is. Zijn tweede naam is volgens strook 46 van De Juwelen van Gaga-Pan (1949-1950) "Baddevinus" en zijn sterrenbeeld is net als Marc Sleen steenbok (De Nerobloemen, 1978). In Het Rattenkasteel (1948) (strook 84) en Het Wonderwolkje (1960) blijkt dat hij in zijn jeugd padvinder geweest is. In strook 3 van De Erfenis van Nero (1948) zien we op de achtergrond een portret hangen van Nero in het jaar 1920, toen hij nog krulhaar had. Ook in het album De V-Machine (1979) en IJskoud Geblaas (1995) ontdekken we bewijzen dat Nero als jongeman mager was en krulhaar had. In laatstgenoemd album lezen we ook hoe hij en Madam Nero een koppel werden. (Een knipoogje van Sleen naar de wijze waarop hij zijn vrouw had leren kennen.) In strook 7 van De X-Bom (1955) beweert Nero dat hij tot zijn 22ste naar school is geweest. In Het Geheim van Matsuoka (1947) en Het Rattenkasteel (1948) is te zien dat hij twee zonen en een dochter heeft. De jonge zoon en dochter in Het Geheim van Matsuoka blijken in de herdruk echter neven te zijn geworden. De baby in Het Rattenkasteel zien we na dit album nooit meer terug. Sinds De Zoon van Nero (1959) heeft Nero één zoon, de geniale Adhemar.
We kennen slechts enkele van Nero's familieleden. In De Erfenis van Nero (1948-1949) overlijdt zijn oom en laat hem zo'n 80 miljoen na. In De Ark van Nero (1952-1953) blijkt hij een grootvader te hebben gehad die diverse voorspellingen deed die wonder boven wonder uitkwamen. In Het Knalgele Koffertje (1958-1959) verschijnt Nonkel Juul, een directeur van de grootste diamantmijn van Transvaal. In De Adhemarbonbons (1989) duikt Nero's grootmoeder op en in Bompanero (1997) zijn grootvader. Het is echter niet duidelijk of Bompanero dezelfde persoon is als de grootvader in De Ark van Nero. Ze lijken fysiek niet echt op elkaar, maar het portret in De Ark van Nero toont een erg jonge man, terwijl Bompanero al erg oud is, dus misschien is het één en dezelfde persoon.
Nero was kaal tot het album De Man met het Gouden Hoofd (1948). In dit verhaal drinkt hij uit een rivier in Alaska waardoor zijn twee karakteristieke haarsprieten op zijn hoofd groeien. In de albums De X-Bom (1955) en De Gladde Figaro (1991-1992) gebruikt hij een haargroeimiddel, maar overdrijft telkens met de dosis waardoor zijn haar eindeloos blijft doorgroeien.
Nero heeft in de loop der albums in verschillende huizen (en zelfs kastelen) gewoond, maar vanaf het album De Man Zonder Gezicht (1974) woont hij in dezelfde hoeve voor 52 albums. In De Orde van de Wellustige Wezel (1984) verhuist hij naar een kasteel in Oostkerke, vanwege zijn plotselinge rijkdom door de gouden patatten. In Baraka (1986) wordt hem dit eigendom ontzegd, waarna hij de familie Pheip gaat inwonen. Vanaf De Kleine Pieterman (1988) tot De Verschrikkelijke Tweeling (1990) verbleven hij en zijn vrouw enkele verhalen lang in hetzelfde huis bovenop op een enkel met een ladder bereikbare berg, genaamd de Louteringsberg. Toen in De Verschrikkelijke Tweeling een bomaanslag het huis en de berg vernietigde verhuisden ze naar Hoeilaart. Nadat dit huis wordt ingericht als themacafé, verhuist Nero in De Vijfurenboom naar Groenendaal. Hier leek het Nero te bevallen, want hij bleef er wonen tot zijn laatste verhaal.
Nero is onsterfelijk. In De Bronnen van Sing Song Li (1951) drinkt hij een elixir dat het eeuwige leven schenkt. In De Wallabieten (1968) slikt hij een pil waarmee men duizend jaar oud kan worden en in De Nerobloemen (1978) drinkt hij het levenselixir. Ook een toverdokter in Zongo in de Kongo (1970) maakt hem onsterfelijk. Toch voorspellen de helderzienden J.P. Oroskop (De Brief aan Nasser, 1963) en Thimoteus de Vierde (De Paarse Futen, 1966-1967) meermaals zijn dood en wordt Nero in De Ring van Petatje (1953), De Dood van Pietje (1986-1987) en Zilveren Tranen (2002) door Pietje de Dood achtervolgd. Ook Geeraard de Duivel aast verschillende albums lang op Nero's ziel. In Okkerdomme (1985-1986) lijkt Nero samen met zijn vrienden ten dode opgeschreven nadat hij geprikt werd met een vergiftige sabel van Abraham Tuizentfloot. De sabel blijkt met hiv besmet, maar via Okkerdomme de robot weet Adhemar toch iedereen te genezen.

## Karakter
Oorspronkelijk was Nero een vrij dom personage, maar in latere albums werd hij wat intelligenter en vindingrijker.
Toch blijft hij over het algemeen impulsief, egoïstisch, trots, roekeloos, lui, koppig, zelfingenomen, naïef, onhandig, eigenwijs, hoogmoedig en opvliegend. Als er geld of schatten in het spel zijn is zijn eerste reactie steevast alles voor zichzelf te houden (De Blauwe Toekan uit 1949, De Kille Man Djaro uit 1962-1963, De Hoorn des Overvloeds uit 1953-1954, De Daverende Pitteleer uit 1959 e.a.).
Daarnaast kan Nero ook zeker zijn goede hart tonen en meer nobele karaktertrekken vertonen. Met veel ijver en zin voor vrede zet hij zich in tegen onrecht en een beter bestaan (Het Vredesoffensief van Nero uit 1951-1952, De Nerovingers uit 1960, De Pax Apostel uit 1958 e.a.). Hij komt ook op voor mensen in nood (De IJzeren Kolonel uit 1956, Het Geheim van Slappe Bizon uit 1966, De Man met het Gouden Hoofd uit 1950 e.a.) en wordt razend wanneer zijn vrienden het slachtoffer worden van bandieten.
Nero's beroep is "dagbladverschijnsel" en zijn favoriete bezigheid is doorgaans luieren op de bank en zijn krant lezen. Meestal heeft hij geen zin om op avontuur te gaan en vindt werken verschrikkelijk. In sommige albums valt te merken dat hij hierdoor vrij arm is (De Vliegende Handschoen uit 1957, De Totentrekkers uit 1971-1972, De Grote Loebas uit 1980 e.a.) en moet hij noodgedwongen toch weer naar werk zoeken. Toch heeft Nero in de loop der jaren meermaals schatten, geld, goud, diamanten, erfenissen, winnende loten en andere rijkdommen in ontvangst weten te nemen. Regelmatig kleedt hij zich dan in hoge hoed, rookt dikke sigaren, drinkt champagne en rijdt in luxesleeën. Hij heeft in zijn avonturen zo goed als de ganse wereld rondgereisd en bezocht zelfs buitenaardse planeten.
Nero is zeker geen intelligent man. Zijn zoon, Adhemar, brengt hem vaak tot wanhoop met zijn enorme genialiteit. Nero gelooft in Sinterklaas en blijkt in strook 44 van Zwarte November (1972-1973) de enige volwassene die hem nog jaarlijks een brief schrijft. Hij schept ook makkelijk vertrouwen in allerlei bizarre en louche waarzeggers en bandieten. In De Kroon van Neptunus (1975) en De Verloren Zee (1988) gelooft hij in Neptunus en zeemeerminnen en in De Zesde Kabouter (1977) in kabouters. Ook bidt hij in noodsituaties regelmatig tot heiligen of belooft in het klooster te zullen gaan. (De Vierkante Mannen uit 1980, De Zonen van Dracula uit 1982-1983, Koeketiene uit 1984 e.a.). In Joske de Wreker (1986) verzucht Adhemar in strook 2 dat Nero "Jean-Marie Pfaff verkiest boven Albert Einstein".
Nero wist tijdens zijn avonturen verschillende hoge functies uit te oefenen. Hij was maharadja (De Hoed van Geeraard de Duivel, 1950), bijna president van Amerika (De Bende van de Zwarte Kous, 1952), sheriff van Honeycity (Het Ei van Oktober, 1955-1956), premier van Rachepour (De Kromme Cobra, 1964) en premier van Mesopotamië (Ottoman de Veertiende, 1974). Ook ontmoette hij diverse beroemdheden. Hij bezocht Jozef Stalin (Het Vredesoffensief van Nero, 1952) en Fidel Castro (Het Wonderwolkje, 1960) en maakte hen allebei belachelijk. Idi Amin verklaarde onterecht Nero's vriend te zijn in De Wensring (1976), De Zweefbonbons (1978-1979) en Daris doet het! (1979). In De Bibberballon (1990) liet Nero een koelbox bovenop Saddam Hoesseins hoofd vallen en gaf hem in De Gouden Hemelkijker (1991) ook nog een schop voor zijn broek.
Ondanks zijn weinig sportieve postuur kan Nero toch staaltjes van grote kracht vertonen. Hij versloeg wereldkampioen boksen Joe Louis (De Erfenis van Nero, 1948) en behaalde opnieuw deze titel (De Negen Peperbollen, 1956). Hij was een tijd stervoetballer en won de wereldbeker voetbal 1962 (De Witte Parel, 1962). Al deze prestaties gebeurden onder invloed van bepaalde brouwsels, maar ook zonder deze hulpmiddeltjes kan Nero soms met blote vuisten hele bendes bandieten verslaan (De Dolle Vloot uit 1976, De Pierrewaaiers uit 1982, De Gouden Patatten uit 1984 e.a.). Ook heeft hij al meerdere malen oceanen overgezwommen.
In Kangoeroe-Eiland (1961) publiceerde hij elf boeken en hij heeft daarnaast diverse uitvindingen op zijn naam staan. Ook schonk hij regelmatig dieren die hij op zijn reizen tegenkwam aan de Antwerpse Zoo. In De Z van Zottebie (1989) wordt hij schilder, maar zijn "kunst" wordt slechts gebruikt als dekmantel in een smokkelaffaire. In De Bibberballon (1990) typt hij zijn memoires, maar hij krijgt niet de kans deze te voltooien.
In strook 5 van De Wallabieten (1968) bekent Nero fan te zijn van popmuziek en de Bulgaars-Franse zangeres Sylvie Vartan. In Nerorock (1989) ontpopt hij zich als rockster.

## Uitspraken
- "Als het hier nog lang zal duren zal het hier rap gedaan zijn."

## Nero buiten de stripreeks
- Nero had samen met Lambik een cameo in de Nederlandse stripreeks Agent 327 door Martin Lodewijk, meer bepaald in het album De ogen van Wu Manchu (1982).
- Het album De Zeven van Zeveneken (1982) door Willy Linthout was een parodie op Nero.
- Nero is te zien op de cover van een stripalbum dat op de Vogeltjesmarkt wordt verkocht in het Kiekeboe-album De snor van Kiekeboe (1984).
- Hij opent de deur voor Urbanus wanneer die in het stripalbum Urbanus op Uranus (1984) aanbelt bij Marc Sleen om een raket van Adhemar te mogen lenen.
- Hij en de rest van de personages uit de reeks organiseren een wafelenbak aan het einde van het Suske en Wiske-album De Krimson-crisis (1988).
- Ter gelegenheid van het 200ste Nero-avontuur huldigde de Antwerpse poesjenellenpoppenschouwburg van Sint-Andries Marc Sleen met een speciaal voor hem geschreven stuk: De Groene Flessendief. Tijdens het stuk werd Nero ook opgevoerd als marionet.
- Nero wordt door Fanny geïnterviewd in het Kiekeboe-album Bij Fanny op schoot. (2005)
- In een eenmalige strip van Kamagurka verklaart een personage tegen zijn vrouw dat hij stripfiguur wil worden. Hij besluit haar te verlaten omdat stripfiguren nooit getrouwd zijn! Behalve Nero, maar dat is een uitzondering. Als hij de deur uit is, opent zijn vrouw de kast en zegt tegen haar minnaar: Eindelijk alleen. Deze minnaar blijkt Nero te zijn.
- In het Urbanusalbum Ferm gedraaide loeren betrapt Urbanus Marcel Kiekeboe terwijl deze Nero kust. Hij neemt een foto en snelt naar een roddelkrant. Het blijkt echter dat Kiekeboe gewoon mond op mondbeademing toepast op Nero, die haast verdronken was in een vijver.
- Nero, het hondje van Carmen Waterslaeghers in de televisieserie F.C. De Kampioenen werd genoemd naar Nero toen Carmen toevallig een krant met de Nerostrip zag liggen.
- In Operatie Koekoek (1959) wordt Nero in een zeboe veranderd. In De Kat van Katmandoe (1978) in een lemur en in Allemaal Beestjes (1981) in een kikker en daarna in een leeuw.